# (939) Isberga
(939) Isberga – planetoida z pasa głównego asteroid.

## Odkrycie i nazwa
Została odkryta 4 października 1920 roku w Landessternwarte Heidelberg-Königstuhl w Heidelbergu przez Karla Reinmutha. Nazwa  pochodzi od imienia żeńskiego. Przed jej nadaniem planetoida nosiła oznaczenie tymczasowe (939) 1920 HR.

## Orbita
(939) Isberga okrąża Słońce w ciągu 3 lat i 135 dni w średniej odległości 2,25 au. Planetoida należy do rodziny planetoidy Flora nazywanej też czasem rodziną Ariadne.

## Księżyc planetoidy
Na podstawie obserwacji zmian jasności krzywej blasku (939) Isberga, które przeprowadzono między 26 lutego a 4 marca 2007 roku, poinformowano o identyfikacji w towarzystwie tej planetoidy księżyca. Półoś wielka orbity księżyca wynosi około 35 km, a okres obiegu wokół wspólnego środka masy 26 godzin i 48 minut.
Księżyc ten został tymczasowo oznaczony S/2007 (939) 1.